# Live in Las Vegas - A New Day...
Live in Las Vegas - A New Day... è l'ottavo home video della cantante canadese Céline Dion, pubblicato su DVD tra il 7 e il 10 dicembre 2007 in Europa, l'11 dicembre 2007 in Nord America, il 15 dicembre 2007 in Australia e il 19 dicembre 2007 in Giappone. Include la registrazione dello show che ha battuto ogni record, A New Day..., al Caesars Palace di Las Vegas (Nevada). La versione Blu-ray Disc è stata pubblicata il 5 febbraio 2008 in Nord America e fra l'8 e il 22 febbraio 2008 in Europa.
Le repliche di A New Day... sono terminate il 15 dicembre 2007, dopo 5 anni,più di 700 repliche e 3 milioni di spettatori. I due DVD contengono più di 5 ore di filmati, con il concerto e 3 esclusivi documentari: "Because You Loved Me (A Tribute to the Fans)," A New Day: All Access" and "A New Day: the Secrets." Contiene sottotitoli in 9 lingue. Il booklet include fotografie dettagliate e commenti.

## Storia
Il DVD doveva essere pubblicato nell'autunno del 2004, ma poi posticipato per improvvisi cambiamenti effettuati allo show durante il periodo di ripresa. A New Day.. è stato nuovamente filmato in alta definizione fra il 17 e 21 gennaio 2007. Secondo il documentario "A New Day: the Secrets" (presente nel 2º DVD), una delle principali ragioni del posticipio del DVD è dovuta al fatto che Céline e i produttori si sono accorti che la nuova capigliatura di Céline, corta e bionda, non era gradita ai suoi fan e non risultava bene nelle riprese, per questo Céline è poi ritornata, grazie a delle extensions, ai suoi capelli lunghi e castani ed il DVD è stato nuovamente filmato.
IL DVD include l'ultima versione dello show, andata in scena fra novembre 2006 e dicembre 2007. Nell'anno precedente durante  A New Day... Célina ha interpretato altre 7 canzoni: Nature Boy, At Last, Fever, The First Time Ever I Saw Your Face, Have You Ever Been in Love, Et je t'aime encore, e What a Wonderful World. Alcune di queste sono incluse nel CD A New Day... Live in Las Vegas, pubblicato nel giugno 2004.

## Promozione
"The Power of Love", "I Drove All Night", "I Surrender," e "I Wish", estratte da questo DVD, sono state prima incluse nell'edizione deluxe dell'album Taking Chances del novembre 2007, assieme a una preview dello show.
A New Day... è stato mostrato in TV in alcuni paesi fra cui Olanda (SBS 6), Spagna (TVE2), Sudafrica (SABC 3), Italia (Italia 1) e naturalmente Quebec (TVA).
A New Day... in alcuni paesi è stato proiettato anche nei cinema; in particolare in Polonia e Stati Uniti.
La stazione TV del Quebec TVA ha mandato in onda uno special di 45 minuti dedicato all'ultimo show di Céline Dion al Colosseum del Caesars Palace il 16 dicembre 2007, intitolato Les Adieux de Céline Dion à Las Vegas, con riprese della vita privata di Céline, René e il figlio René Charles.

## Successo
Secondo la stampa del Quebec press, il DVD è andato esaurito in Quebec e in tutto il Canada nel giro di poche ore dalla sua uscita. Live in Las Vegas - A New Day... è l'unico DVD musicale ad aver ottenuto 3 dischi di diamante in Canada con più di 300 000 copie vendute (anche se Le Journal de Montréal due giorni prima dichiarava che le vendite superavano le 400 000 copie). Solo 5 altri DVD hanno raggiunto il doppio disco di diamante. Il DVD di Céline ha avuto anche il miglior debutto nella storia della Nielsen SoundScan (più di 70 000 copie); aggiungendo molti negozi non considerati dalla SoundScan, le vendite superano le 100 000 unità nella prima settimana. Una cosa del genere non era mai accaduta in tutta la storia della musica canadese. Live in Las Vegas - A New Day... held the number 1 position on the Music Video Chart in Canada for many weeks after its release.
Fuori dal Canada, il DVD ha raggiunto la nº 1 in USA, Regno Unito, Francia, Giappone, Paesi Bassi, Belgio, Danimarca, Nuova Zelanda ed Estonia; la numero 2 in Portogallo e Svezia, 3 in Argentina, Australia, Irlanda e Grecia, 4 in Austria, 6 in Italia, 7 in Repubblica Ceca. Live in Las Vegas - A New Day... ha debuttato nella top 10 dei DVD anche in Finlandia e Germania.
Circa 500 000 copie del DVD sono state vendute nel mondo nella 1ª settimana. Live in Las Vegas - A New Day... ottenendo 3 dischi di diamante in Canada (300 000) platino (60 000) in Francia (ora 150 000 per cui eleggibile per quello di diamante) e Australia (45 000), platino in Argentina (6 000) e Nuova Zelanda (5 000), oro in Olanda (30 000), Belgio (15 000) e Portogallo (4 000). In Giappone ha venduto 30 000 copie nei primi 3 mesi, negli USA ha venduto 370 000 copie ottenendo 6 dischi di platino (ora eleggibile per il settimo). Secondo la rivista Billboard, Live in Las Vegas - A New Day... è stato il 3º DVD musicale più venduto del 2008 negli U.S.A:, il migliore da un'artista femminile.
La rivista belga Cine Tele Revue di maggio 2008 ha scritto che il DVD ha venduto 2 milioni di copie, che lo rende uno dei DVD più venduti nella storia della musica.

## Tracce
Disco 1
- The Concert – 93:00

1. "A New Day Has Come"
2. "The Power of Love"
3. "It's All Coming Back to Me Now"
4. "Because You Loved Me"
5. "To Love You More"
6. "I'm Alive"
7. "I Drove All Night"
8. "Seduces Me"
9. "If I Could"
10. "Pour que tu m'aimes encore"
11. "I Surrender"
12. "Ammore annascunnuto"
13. "All the Way"
14. "I've Got the World on a String"
15. "I Wish"
16. "Love Can Move Mountains"
17. "River Deep, Mountain High"
18. "My Heart Will Go On"

- Bonus feature: Because You Loved Me: a Tribute to the Fans – 41:00

Disco 2
- Special feature: A New Day: All Access – 120:00
- Bonus feature: A New Day: the Secrets – 53:00

## Posizione in classifica
| classifica DVD         | Posizione più alta | Certificazioni | Vendite |
| ---------------------- | ------------------ | -------------- | ------- |
| Argentina              | 3                  | Platino        | 6 000   |
| Australia              | 3                  | 3x platino     | 45 000  |
| Austria                | 4                  |                |         |
| Belgio Fiandre         | 1                  | Oro            | 15 000  |
| Belgio Vallonia        | 1                  | Oro            | 15 000  |
| Canada                 | 1                  | 3x diamante    | 400 000 |
| Repubblica Ceca        | 7                  |                |         |
| Danimarca              | 1                  |                |         |
| Estonia                | 1                  |                |         |
| Francia                | 1                  | 3x platino1    | 150 000 |
| Grecia                 | 3                  |                |         |
| Ungheria               | 17                 |                |         |
| Irlanda                | 3                  |                |         |
| Italia                 | 6                  |                |         |
| Giappone               | 4                  |                | 30 000  |
| Giappone International | 1                  |                | 30 000  |
| Olanda                 | 1                  | Gold           | 30 000  |
| Nuova Zelanda          | 1                  | Platino        | 5 000   |
| Portogallo             | 2                  | Oro            | 4 000   |
| Spagna                 | 12                 |                |         |
| Svezia                 | 2                  |                |         |
| Regno Unito            | 1                  |                |         |
| USA                    | 1                  | 6x platino2    | 370 000 |
| Classifica degli album | Posizione più alta | Certificazioni | Vendite |
| Germania               | 64                 |                |         |
| Svizzera               | 56                 |                |         |

1 dovrebbe essere disco di diamante (100 000)
2 dovrebbe avere il 7º disco di platino (350 000)